# Eumecochernes
Eumecochernes es un género de arácnido  del orden Pseudoscorpionida de la familia Chernetidae.

## Distribución geográfica
Los géneros de esta especie son:
- Eumecochernes hawaiensis
- Eumecochernes oceanicus
- Eumecochernes pacificus